# Noureddine Zekri
Noureddine Zekri, né le 17 janvier 1955 à Sfax, est un haut fonctionnaire et homme politique tunisien. Il est secrétaire d'État au Développement et à la Coopération internationale de janvier 2014 à février 2015.

## Biographie

### Formation
Noureddine Zekri est titulaire d'une licence en sciences économiques, obtenue à la faculté de droit et des sciences économiques et politiques de Tunis. Plus tard, entre novembre 2010 et juillet 2011, il suit un cycle de formation à l'Institut de développement des compétences des hauts cadres de l'État, au sein de l'École nationale d'administration, sur le thème « management et partenariat public privé ».

### Carrière professionnelle
Entre mars 1980 et mai 2005, il est sous-directeur chargé de la gestion des avantages fiscaux et chef du département de la promotion à l'Agence de promotion de l'industrie et de l'innovation. De décembre 1978 à mars 1980, il travaille comme cadre à l'Office national du tourisme tunisien. Entre août et décembre 1995, il est expert auprès de l'Organisation des Nations unies pour le développement industriel à Tokyo, afin de promouvoir l'investissement japonais en Tunisie.
Entre octobre 2005 et février 2011, il est directeur général chargé de mission au ministère du Développement et de la Coopération internationale, directeur à FIPA TUNISIA entre mai et octobre 2005 et chef de service chargé du développement des PME. En janvier 2013, il est nommé président du réseau euro-méditerranéen de l'investissement ANIMA, basé à Marseille (France). Entre 2007 et 2012, il représente la Tunisie au programme MENA OCDE pour l'investissement et l'adhésion de la Tunisie à la déclaration de l'OCDE sur l'investissement international et les entreprises multinationales.
En décembre 2015, il est nommé directeur général de la Banque maghrébine pour l'investissement et le commerce extérieur.

### Carrière politique
En janvier 2014, il est nommé secrétaire d'État au Développement et à la Coopération internationale, en tant qu'indépendant, au sein du gouvernement de Mehdi Jomaa.

## Vie privée
Noureddine Zekri est marié et père de trois enfants.